# Championnat du Nigeria de football 2023-2024
Navigation
Saison précédente Saison suivante
La saison 2023-24 du Championnat du Nigeria de football est la trente-quatrième édition de la première division professionnelle au Nigeria. Cette saison est la première avec un nouveau nom, la Nigeria Premier Football League.
Le Enyimba est le tenant du titre.

## Déroulement de la saison
La saison commence le 30 septembre 2023 avec beaucoup de retard. Elle rassemble 16 équipes de la saison précédente et quatre équipes ont été promues. Les équipes promues sont Sporting Lagos, Heartland, Kano Pillars et Katsina United. Les deux premières précédemment citées ne se maintiennent pas durant la saison et sont reléguées à l'issue de celle-ci.
Enugu Rangers a été vainqueur, remportant son 8e titre de champion du Nigeria.

## Les clubs participants
- Abia Warriors FC
- Akwa United FC
- Bayelsa United
- Bendel Insurance
- Doma United
- Enugu Rangers
- Enyimba
- Gombe United
- Heartland FC - promu de D2
- Kano Pillars - promu de D2
- Katsina United - promu de D2
- Kwara United
- Lobi Stars
- Niger Tornadoes FC
- Plateau United
- Remo Stars FC
- Rivers United
- Shooting Stars SC
- Sporting Lagos - promu de D2
- Sunshine Stars

## Compétition
Le barème de points servant à établir le classement se décompose ainsi :
- Victoire : 3 points
- Match nul : 1 point
- Défaite : 0 point

### Classement
| Rang | Équipe             | Pts  | J  | G  | N  | P  | Bp | Bc | Diff |
| ---- | ------------------ | ---- | -- | -- | -- | -- | -- | -- | ---- |
| 1    | Enugu Rangers      | 70   | 38 | 21 | 7  | 10 | 56 | 33 | +23  |
| 2    | Remo Stars FC      | 65   | 38 | 20 | 5  | 13 | 53 | 39 | +14  |
| 3    | Enyimba FC T       | 63   | 38 | 19 | 6  | 13 | 46 | 33 | +13  |
| 4    | Shooting Stars SC  | 62   | 38 | 18 | 8  | 12 | 48 | 34 | +14  |
| 5    | Plateau United     | 58   | 38 | 18 | 4  | 16 | 53 | 40 | +13  |
| 6    | Lobi Stars FC      | 58   | 38 | 17 | 7  | 14 | 48 | 45 | +3   |
| 7    | Katsina United P   | 55   | 38 | 15 | 10 | 13 | 42 | 39 | +3   |
| 8    | Rivers United      | 53   | 38 | 15 | 8  | 15 | 51 | 42 | +9   |
| 9    | Bendel Insurance   | 53   | 38 | 14 | 11 | 13 | 32 | 30 | +2   |
| 10   | Sunshine Stars FC  | 52   | 38 | 13 | 13 | 12 | 37 | 37 | 0    |
| 11   | Kano Pillars P     | 52   | 38 | 15 | 7  | 16 | 49 | 50 | -1   |
| 12   | Abia Warriors FC   | 52   | 38 | 15 | 7  | 16 | 42 | 45 | -3   |
| 13   | Kwara United FC    | 51   | 38 | 12 | 15 | 11 | 38 | 37 | +1   |
| 14   | Niger Tornadoes FC | 51   | 38 | 14 | 9  | 15 | 38 | 41 | -3   |
| 15   | Bayelsa United     | 50   | 38 | 13 | 11 | 14 | 46 | 50 | -4   |
| 16   | Akwa United FC     | 49   | 38 | 14 | 7  | 17 | 44 | 42 | +2   |
| 17   | Sporting Lagos P   | 46   | 38 | 12 | 10 | 16 | 39 | 44 | -5   |
| 18   | Doma United        | 44   | 38 | 11 | 11 | 16 | 26 | 42 | -16  |
| 19   | Heartland P        | 38   | 38 | 9  | 11 | 18 | 36 | 50 | -14  |
| 20   | Gombe United FC    | 25-6 | 38 | 8  | 7  | 23 | 21 | 78 | -57  |

|  | Qualification pour la Ligue des champions de la CAF 2024-2025 |
|  | Qualification pour la Coupe de la confédération 2024-2025     |
|  | Relégation en National League                                 |
|  | T : Tenant du titre P : Promu de la National League           |

- Heartland est repêché, le club Beyond Limits devant être promu voit sa promotion refusée car appartenant aux mêmes propriétaires que Remo Stars.

## Bilan de la saison
| Championnat du Nigeria de football 2023-2024 |                               |
| Champion                                     | Enugu Rangers (8e titre)      |
| Coupes et trophées                           |                               |
| Vainqueur de la Coupe du Nigeria 2023-2024   | El-Kanemi Warriors (3e titre) |
| Qualifications continentales                 |                               |
| Ligue des champions de la CAF 2024-2025      | Enugu Rangers                 |
| Ligue des champions de la CAF 2024-2025      | Remo Stars                    |
| Coupe de la confédération 2024-2025          | Enyimba                       |
| Coupe de la confédération 2024-2025          | El-Kanemi Warriors            |
| Promotions et relégations                    |                               |
| Promus en Premier League                     | Heartland                     |
| Promus en Premier League                     | Katsina United                |
| Promus en Premier League                     | Kano Pillars                  |
| Promus en Premier League                     | Sporting Lagos                |
| Relégués en National League                  | Sporting Lagos                |
| Relégués en National League                  | Doma United                   |
| Relégués en National League                  | Gombe United                  |